# Halichoeres biocellatus
Halichoeres biocellatus là một loài cá biển thuộc chi Halichoeres trong họ Cá bàng chài. Loài này được mô tả lần đầu tiên vào năm 1960.

## Từ nguyên
Từ định danh biocellatus được ghép bởi hai âm tiết trong tiếng Latinh: bi ("hai") và ocellatus ("có đốm lớn"), hàm ý đề cập đến hai đốm xanh đen trên vây lưng của cá con và cá cái.

## Phạm vi phân bố và môi trường sống
Từ vùng biển phía nam Nhật Bản, H. biocellatus được phân bố trải dài xuống phía nam, băng qua vùng biển các nước Đông Nam Á đến bang New South Wales (Úc) và rạn san hô Great Barrier, cũng như bãi cạn Rowley và rạn san hô Ningaloo, xa về phía đông đến quần đảo Marshall và quần đảo Samoa.
Tại Việt Nam, H. biocellatus được ghi nhận tại đảo Lý Sơn (Quảng Ngãi); các vịnh ở Khánh Hòa và Ninh Thuận; cũng như tại quần đảo Hoàng Sa và quần đảo Trường Sa.
H. biocellatus sống trên các rạn viền bờ, nơi có nền đáy cát với nhiều san hô lẫn đá ở độ sâu khoảng 4–50 m.

## Mô tả
H. biocellatus có chiều dài cơ thể tối đa được ghi nhận là 12 cm. Cá đực có màu nâu lục với các dải sọc cam và xanh lục trên đầu, nhạt dần và biến mất về phía thân. Cá cái có nhiều màu sắc hơn khi có thêm các sọc màu hồng, xanh lam và tím trên cơ thể, và một cặp đốm tròn màu xanh lam thẫm/đen trên vây lưng (tiêu biến khi trưởng thành hoàn toàn). Cá con có màu đỏ với các đường sọc trắng dọc theo chiều dài cơ thể; ngoài cặp đốm trên vây lưng như cá cái thì cá con có thêm một đốm đen nhỏ trên gốc vây đuôi.
Số gai ở vây lưng: 9; Số tia vây ở vây lưng: 12; Số gai ở vây hậu môn: 3; Số tia vây ở vây hậu môn: 12; Số tia vây ở vây ngực: 13; Số gai ở vây bụng: 1; Số tia vây ở vây bụng: 5; Số vảy đường bên: 27.

## Sinh thái học
Thức ăn của H. biocellatus chủ yếu là các loài thủy sinh không xương sống. Chúng thường bơi theo từng nhóm nhỏ. Cá mú con của loài Anyperodon leucogrammicus có thể bắt chước kiểu hình của H. biocellatus để có thể dễ dàng tiếp cận con mồi.

## Thương mại
H. biocellatus được đánh bắt trong các hoạt động buôn bán cá cảnh.